# Al Mukadasi
Šams al-Dīn Abū ʿAbd Allāh Muḥammad ibn Aḥmad ibn Abī Bakr Al Makdisī (arabsko شَمْس ٱلدِّيْن أَبُو عَبْد ٱلله مُحَمَّد ابْن أَحْمَد ابْن أَبِي بَكْر ٱلْمَقْدِسِي), bolj znan kot Al Mukadasi (arabsko ٱلْمُقَدَّسِي) ali Al Makdisī (arabsko ٱلْمَقْدِسِي) je bil srednjeveški arabski geograf, avtor dela  Aḥsan al-taqāsīm fī maʿrifat al-aqālīm (Najboljša razdelitev za poznavanje provinc) in knjige Opis Sirije (vključno s Palestino), * okoli 945/946, †  991.
Je ena najzgodnejših znanih zgodovinskih osebnosti, ki se je med svojimi potovanji identificirala kot Palestinec.

## Življenje

### Zgodnje življenje in šolanje
Rojen je bil v Jeruzalemu leta 946 v družini srednjega družbenega razreda. Njegov stari oče po očetovi strani je bil Abu Bakr al-Bana, odgovoren za gradnjo pomorskih utrdb v Akri po ukazih Ahmeda ibn Tuluna, v  letih 868–884 samostojnega abasidskega guvernerja Egipta in Sirije. Al Mukadasijev stari oče po materini strani, Abu Tajib Šava, se je preselil v Jeruzalem iz Bijarja v Horasanu in bil prav tako arhitekt.
Iz njegovega dela in družbenega porekla je mogoče sklepati, da je bil  verjetno dobro izobražen. Vse kaže, da je dobro poznal arabsko slovnico in književnost. Njegovi spisi kažejo, da se je že zgodaj zanimal za islamsko sodno prakso, zgodovino, filologijo in hadis.

### Ukvarjanje z geografijo
Al Mukadasi je opravil svoj prvi hadž (romanje v Meko) leta 967. V tem obdobju se je odločil posvetiti študiju geografije. Podal se je na vrsto potovanj po vsem islamskem svetu, razen al-Andaluza (Iberski polotok), Sinda in Sistana. Nekje med letoma 965 in 974 je obiskal Alep in leta 978 drugič romal v Meko. Med obiskom Horasana leta 984 in bivanjem v Širazu leta 985 se je odločil, da bo uredil svoje gradivo. Svoje delo je naslovil Aḥsan al-taqāsīm fi maʾarfat al-aqalīm (Najboljša razdelitev za poznavanje provinc).

### Smrt
Iz nekaterih dogodkov, o katerih je poročal, je mogoče sklepati, da je živel vsaj do leta 990.

## Delo
Al Mukadasi je bil morda pod vplivom predhodnikov al-Džahiza (umrl 869), ki je uvedel "znanost o državah", in Ibn al-Fakiha (ustvarjal okoli 902), vendar je oba presegel. Še več! Francoski arabist in zgodovinar André Miquel meni, da je bil prav on verjetno prvi, ki je zamislil geografijo kot izvirno znanost. 
Ukvarjal se je skoraj izključno z islamskim svetom, ki ga imenoval al-mamlaka ali al-Islām (domena islama). Domeno je razdelil na  mamlakat al-ʿArab (ozemlje Arabcev) in mamlakat al-ʿAjam (oblast nearabcev). Ozemlje Arabcev je od vzhoda proti zahodu sestavljalo šest regij: Irak, Akur (Zgornja Mezopotamija), Arabija, Sirija, Egipt in Magreb. Nearabski del je sestavljalo osem regij:  Mašrik (Sistan, Afganistan, Horasan in Transoksanija), Sind, Kerman, Fars, Huzistan, Džibal, Dajlam in Rihab (Armenija, Adharbajdžan in Aran).

### Opis Palestine
Aḥsan al-taqāsīm vsebuje sistematičen opis vseh krajev in regij, ki jih je Al Mukadasi obiskal. Del svoje knjige je posvetil Bilad al Šamu (Levant) s posebnim poudarkom na Palestini. V nasprotju z drugimi popotniki v Palestino, kot so bili Arculf (680. leta), Nasir Husrav  (1040. leta) in drugi, je Al Mukadasi podrobno opisal prebivalce, način življenja, gospodarstvo in podnebje regije. Posebno pozornost je posvetil Jeruzalemu in podrobno opisal njegovo postavitev, obzidje, ulice, trge, javne zgradbe in znamenitosti, zlasti Haram aš-Šarif (Tempeljski grič) s Kupolo na skali in mošejo al-Aksa. Opisal je tudi ljudi in navade v mestu, predvsem muslimane, pa tudi na krščanske in judovske skupnosti, katerih prisotnost je obžaloval.
Obsežno je opisal tudi Ramlo in Tiberijo, prestolnici palestinskega oziroma jordanskega okrožja. V manjšem obsegu je opisal Akro, Beisan, Bajt Džibrin, Cezarejo, Aman in Ailo. V opisih Ramle in Tiberije je opozoril na njihovo blaginjo in stabilnost. Palestino je na splošno opisal kot gosto poseljeno provinco s številnimi in bogatimi kraji.
Guy le Strange meni, da je njegov opis Palestine, zlasti njegovega rodnega mesta Jeruzalema, eden od najboljših delov njegovega dela.

### Opis vzhodne Arabije
Al Mukadasi je omenil regije vzhodne Arabije v sedanji Saudovi Arabiji, Združenih arabskih emiratih in Omanu.